# Famechon (Pas-de-Calais)
Famechon település Franciaországban, Pas-de-Calais megyében. Lakosainak száma 111 fő (2022. január 1.). Famechon Authie, Orville, Pas-en-Artois, Pommera, Thièvres és Thièvres községekkel határos.

## Népesség
A település népességének változása:
| Lakosok száma | 116  | 116  | 123  | 120  | 117  | 114  | 111  | 111  | 111  |
|               | 2013 | 2015 | 2016 | 2017 | 2018 | 2019 | 2020 | 2021 | 2022 |